# Canton de Dussac
Le canton de Dussac est un ancien canton français du département de la Dordogne. Il faisait partie du district d'Excideuil et avait pour chef-lieu Dussac.

## Histoire
Le canton de Dussac est créé en 1790 sous la Révolution en même temps que les départements. Il dépend du district d'Excideuil jusqu'en 1795, date de suppression des districts.
Lorsque ce canton est supprimé par la loi du 8 pluviôse an IX (28 janvier 1801)  portant sur la « réduction du nombre de justices de paix », ses communes sont transférées vers le canton de Lanouaille, nouvellement créé et rattaché à l'arrondissement de Nontron.

## Composition
Il était composé de sept communes :
- Angoisse[2],
- Dussac[1],
- Lanouaille[3],
- Nanthiat[4],
- Saint Sulpice[5],
- Sarlande[6],
- Sarrazat[7].